# Општина Батрана (Хунедоара)
Батрана (рум. Bătrâna) општина је у Румунији у округу Хунедоара.
Oпштина се налази на надморској висини од 795 m.